# Diagramme d'influence
Un diagramme d'influence (DI) (également appelé schéma de pertinence, diagramme de décision ou réseau de décision) est une représentation graphique et mathématique compacte d'une situation de décision. Il s'agit d'une généralisation d'un réseau bayésien, dans lequel non seulement les problèmes d'inférence probabiliste, mais aussi les problèmes de prise de décision (ex : critère d'utilité maximale attendue) peuvent être modélisés et résolus.
Le diagramme d'influence a d'abord été développé au milieu des années 1970 au sein de la communauté d'analyse décisionnelle avec une sémantique intuitive qui est facile à comprendre. Il est aujourd'hui largement adopté et de devenir une alternative à l'arbre de décision qui souffre habituellement de la croissance exponentielle du nombre de branches à chaque variable modélisée.